# Carmichaelia (гриб)
Carmichaelia — монотиповий рід грибів підвідділу Pezizomycotina із нез'ясованим до кінця систематичним положенням. Назва вперше опублікована 1980 року.

## Класифікація
Наразі до роду Carmichaelia відносять 1 вид:
- Carmichaelia lignicola.

## Поширення та середовище існування
Зростає на деревах у штаті Мадх'я-Прадеш, в центральній Індії.